# Союз ТМ-23
«Союз ТМ-23» — российский транспортный пилотируемый космический аппарат из серии «Союз ТМ», на котором в 1996 году осуществлялось экспедиционное посещение орбитальной станции «Мир».

## Экипаж

### Экипаж старта
- (Роскосмос) Юрий Онуфриенко (1)[1] — командир «Союза ТМ-23».
- (Роскосмос) Юрий Усачёв (2) — бортинженер.

### Дублирующий экипаж
- (Роскосмос) Василий Циблиев (1) — командир.
- (Роскосмос) Александр Лазуткин (0) — бортинженер.

### Экипаж возвращения
- (Роскосмос) Юрий Онуфриенко.
- (Роскосмос) Юрий Усачёв.
- (CNES) Клоди Андре-Деэ (1) — космонавт-исследователь.

## Описание полёта
Программа полета 21-й основной экспедиции на орбитальный комплекс «Мир» (ЭО-21) рассчитана на 152 суток.
Первый выход в космос произведён для плановой установки по IV плоскости базового блока станции грузовую стрелу (ГСт-IV). Опыт эксплуатации первой ГСт-II, смонтированной на II плоскости и испытанной Виктором Афанасьевым и Мусой Манаровым во время выхода 23 января 1991 года, показал, что это очень удачная и нужная конструкция для орбитального комплекса. С её помощью космонавты не только переносили грузы к местам работы, но также пользовались ей и для перевозки туда друг друга, что тоже облегчало работу и сокращало время выходов. Место для установки второй грузовой стрелы на II плоскости базового блока подготовили во время выхода в открытый космос 9 сентября 1994 года Юрий Маленченко и Талгат Мусабаев.
С 16 по 22 марта «Скифы» проходили работы по подготовке к стыковке с американским шаттлом «Атлантис» (программа STS-76). Шаттл стартовал с Земли в ночь с 22 на 23 марта. Согласно совместной программе «Мир-НАСА-2», шаттл произвёл стыковку с орбитальной станцией. Находящаяся на борту женщина-астронавт Шеннон Люсид перешла на станцию, где осталась в составе экспедиции ТМ-23 (провела на станции 142 дня). Стыковка с шаттлом произошла 23 марта.
С 29 марта по 18 апреля — работы по программам ЭО-21 и «Мир-НАСА-2». В отличие от ЭО-20, когда по программе «ЕвроМир-95» работали только Томас Райтер и Сергей Авдеев, в выполнении программы «Мир-НАСА-2» были задействованы все три члена экипажа.
23 апреля с космодрома Байконур стартовала ракета-носитель «Протон-К», которая вывела на орбиту последний предназначенный для станции «Мир» научный модуль 77КСИ «Природа». Его стыковка к стыковочному узлу по продольной оси (−X) переходного отсека базового блока произошла 26 апреля. Впервые сближение тяжелого модуля с «Миром» планируется по 5-суточной схеме. Сокращение сроков автономного полёта модуля произошло из-за отсутствия на нём солнечных батарей. На следующий день после стыковки (27 апреля) была выполнена перестыковка модуля на боковой стыковочный узел переходного отсека по оси +Z. Приёмный конус на него перенесли предшественники «Скифов» Юрий Гидзенко и Сергей Авдеев во время выхода в открытый космос 8 декабря 1995 года. После перестыковки служебные системы и научная аппаратура с «Природы» были подключены к станционным.
5 мая с Байконура запущен грузовой транспортный корабль (ТКГ) «Прогресс М-31» (11Ф615А55 № 231). Стыковка к переходному отсеку базового блока произведена 7 мая.
Второй выход в космос произошёл 21 мая, его основная задача — перенос с помощью ГСт-IV со стыковочного отсека на IV плоскость модуля 37КЭ «Квант» российской многоразовой солнечной батареи МСБ. Батарея была доставлена на «Мир» вместе с отсеком на «Атлантисе» (STS-74) 15 ноября 1995 года. Она аналогична двум батареям модуля 77КСТ «Кристалл». Одну из них во время трёх выходов в открытый космос 12, 17 и 22 мая 1995 года перенесли на II плоскость модуля «Квант» Владимир Дежуров и Геннадий Стрекалов. Дальнейший перенос совместно созданной российско-американской солнечной батареи дооснащения СБД запланирован на ЭО-22.
30 мая — четвёртый выход, во время которого был вынесен наружу спектрометр MOMS-2П, доставленный на «Мир» на борту «Природы», и установлен снаружи этого модуля. Работа эта в чём-то аналогична установке спектрометра «Мирас» на модуле «Спектр», выполненной Анатолием Соловьёвым и Николаем Будариным 21 июля 1995 года.
31 июля — должен стартовать ТКГ «Прогресс М-32» (11Ф615А55 № 232). 1 августа от переходного отсека базового блока отошёл предыдущий грузовик, на следующий день туда же причалил новый «Прогресс».
17 августа к станции «Мир» отправился ТК «Союз ТМ-24» (11Ф732 № 73) с российско-французским экипажем. 17 августа от переходного отсека базового блока отстыковался «Прогресс М-32», а 18 августа на его место причалил ТК.

## Выходы в космос
Работы в открытом космосе проводили Ю. Онуфриенко и Ю. Усачёв. Выходили из ШСО модуля «Квант-2».
- 15 марта — первый выход, общее время 5 часов 52 минуты (выход состоялся в 04:04); плановые задачи выполнены полностью (установка второй грузовой стрелы, проверка места крепления второй СБ на «Кванте», стыковка электрических разъёмов)[3].
- 21 мая — начало 20 мая в 22:50, продолжительность 5 часов 20 минут; перенос с СО на «Квант» и установка там кооперативной российско-американской солнечной батареи MCSA, съёмка рекламы «Pepsico Inc.».
- 24 мая — начало 24 мая в 20:47, продолжительность 5 часов 43 минуты; раскрытие MCSA, установленной 21 мая.
- 30 мая — начало в 18:20, продолжительность 4 часа 20 минут; установка дополнительного поручня на «Природе», установка и подключение оптического блока MOMS-2P.
- 6 июня — начало в 16:56, продолжительность 3 часа 34 минуты; съёмка рекламы «Pepsico Inc.», замена кассет аппаратуры КОМЗА, установка кассеты-контейнера СКК-11, американского детектора пыли и мусора и аппаратуры MSRE.
- 13 июня — начало в 12:45, продолжительность 5 часов 42 минуты; демонтаж платформы научной аппаратуры на «Кванте», установка новой фермы «Стромбус» на модуле «Квант» вместо фермы «Рапана», раскрытие антенны радиолокатора «Траверс-1П».

## Динамические операции на орбите
- Расстыковка «Союз ТМ-22» 29 февраля 1996 в 07:20:06[4] от ПхО ББ.
- МТКК «Атлантис» (STS-76):
  - Старт 22 марта в 08:13:04, стартовый комплекс LC-39В, КЦ имени Дж. Ф. Кеннеди, США.
  - Стыковка 24 марта в 02:34:05 к стыковочному отсеку.
  - Расстыковка 29 марта в 01:08.
  - Посадка 31 марта в 13:28:57.
- Целевой модуль «Природа» (77КСИ № 174-01):
  - Старт 23 апреля 11:48:50, с 81-й площадки космодрома Байконур.
  - Стыковка 26 апреля в 12:42:32 к ПхО ББ.
  - Перестыковка 27 апреля с 08:32 до 10:06, на ось +Z ПхО.
- «Прогресс М-31» (11Ф615А55 № 231):
  - Старт 5 мая в 07:04:18 с 1-й площадки космодрома Байконур.
  - Стыковка 7 мая в 08:54:18 к ПхО ББ.
  - Расстыковка 1 августа в 16:44:54.
  - Включение ТДУ 1 августа в 20:33:03.
- «Прогресс М-32» (11Ф615А55 № 232):
  - Старт 31 июля в 20:00:06 с первой площадки космодрома Байконур.
  - Стыковка 2 августа в 22:03:40 к ПхО ББ.
  - Расстыковка 18 августа в 09:33:45.
- «Союз ТМ-24» (11Ф732 № 73):
  - Старт 17 августа в 13:18:03 с 1-й площадки космодрома Байконур.
  - Стыковка 19 августа в 14:50:23 к ПхО ББ.